# شون هال
شون هال (بالإنجليزية: Sean Hall)‏ هو مجدف أمريكي، ولد في 20 أغسطس 1967 في ويليامزبرغ في الولايات المتحدة.

## وصلات خارجية
- شون هال على موقع الاتحاد الدولي للتجديف (الإنجليزية)
- شون هال على موقع أوليمبيديا (الإنجليزية)